# لكمة المطري (حبيل جبر)

تعديل مصدري - تعديل

لكمة المطري هي إحدى قرى عزلة حبيل جبر بمديرية حبيل جبر التابعة لمحافظة لحج، بلغ تعداد سكانها 122 نسمة حسب تعداد اليمن لعام 2004.